# Dalbergia sissoo
La Dalbergia sissoo, conocida como sisu (en inglés Indian rosewood), es un árbol de hoja siempre verde. Recibe además muchos otros nombres como sisu, sheesham, tahli, Tali, elondo o Irugudujava. Es nativa del subcontinente Indio y del sur del Irán. En la lengua Persa se le llama Jag. Es el árbol representante estatal del Punjab (India) y el de la provincia de Punjab (en Pakistán). Crece principalmente en las orillas de los ríos por debajo de los 900 m de altura, pero se puede sembrar hasta los 1.3oo metros. Las temperatura en su lugar de origen oscilan entre los 10-40 grados. Puede resistir por debajo de cero en casos muy concretos pero no duraderos. Se adapta bien a un régimen de lluvias no superior a los 2000 mm y resiste la sequía que no dure más de dos o tres meses. Prefiere suelos bien drenados e incluso arenosos o de grava y pedregal como los de las orillas de los ríos. El sisu (shisham) también resiste suelos de un cierto nivel de salinidad no elevada. Las semillas no crecen en lugares sombreados, prefieren el sol.

## Madera

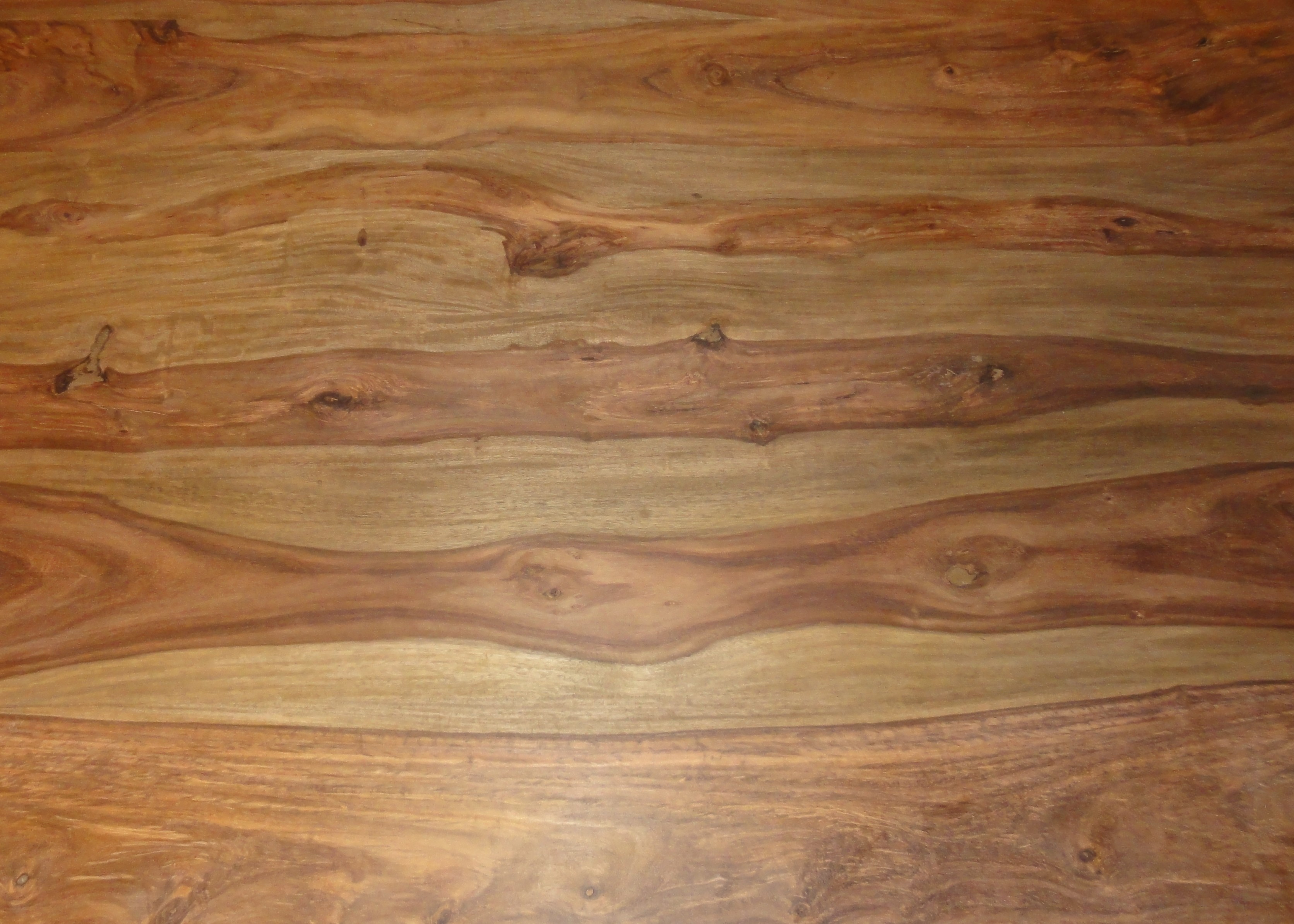
Madera

El sisu (shisham) es conocido internacionalmente como la especie originaria de la madera de los 'palos rosa'. También se usa como combustible y por su sombra y abrigo. Por su utilidad y tolerancia, tanto al calor como a las fríos ligeros y a las sequías, es una especie que merece un mayor grado de aprecio y de difusión entre los agricultores. Es un buen ejemplar para dedicar a la agricultura forestal e incluso a las plantaciones. Después de la Teca (Tectona grandis) es el árbol de mayor valor en el Bihar, el mayor productor de madera de Sisu de la India. En Bihar, se planta por todas partes: veredas de caminos, lados de las carreteras y de canales, en las aceras e incluso como árbol de sombra en las plantaciones de té. Se planta con profusión en todo el Sur de la India. En ciudades como Bangalore es un árbol muy común en todas las calles.
El sisu se debe dejar curar antes de llegar a las fábricas y es un proceso lento pero muy importante. En la India se coloca en sitios grandes y bien ventilados protegidos los rollizos del sol y de la lluvia por lo menos durante seis meses. El Sisu comercial pasa luego a cámaras de secado durante un período de entre 7 y 15 días, según el clima. La humedad ideal oscila entre el 5-6%. Las piezas en tablones pueden llegar al 11%, según el uso al que se destinen. Una humedad inferior puede invalidar el trabajo final dando como resultado rajas, fendas o alabeos. Y a veces ocurren de repente.
El sisu se sitúa entre las maderas de mayor lujo para la construcción de aparadores, cajoneras, escritorios. También admite el chapado y la fabricación de tableros con resultados igualmente satisfactorios. Es la madera de la cual se fabrican tradicionalmente los Kartals, los instrumentos de percusión de los Rajasthani. Se usa para las herramientas agrícolas, tallas, embarcaciones, esquís, tarimas, parqué, etc.
El sisu se clasifica entre las maderas duras más nobles. Posee un color dorado marrón oscuro. La albura es blanquecina o de un marrón mucho más claro. Su duración es excelente y su densidad oscila entre 0,7-0,8 y su resistencia a las termitas destacada en el duramen, mientras que la albura puede ser atacada por los hongos y los barrenadores. Dalbergia sissoo contiene neoflavoides (Dalbergicromeno) sobre todo en la corteza, los brotes y el corazón.

## Leña
El poder calorífico de la leña de Sisu, tanto de la albura como del duramen, es excelente. En concreto se mueve entre las 4,908 kcal/kg y las 5,181 kcal/kg para cada una de las dos tipos de leña. 
La rotación del crecimiento se sitúa en un período de 10 a 15 años. El aprovechamiento del monte bajo (sin cortar el árbol) es excelente. De todos modos para no reducir en exceso el potencial de crecimiento del árbol, esta labor de monte bajo debe reducirse a unas dos o tres. No conviene cortar ramas a partir de una cierta altura.  El carbón de leña que se obtiene de esta madera es de los mejores, excelente para calentar y cocinar.

### Cepillo dental de sisu

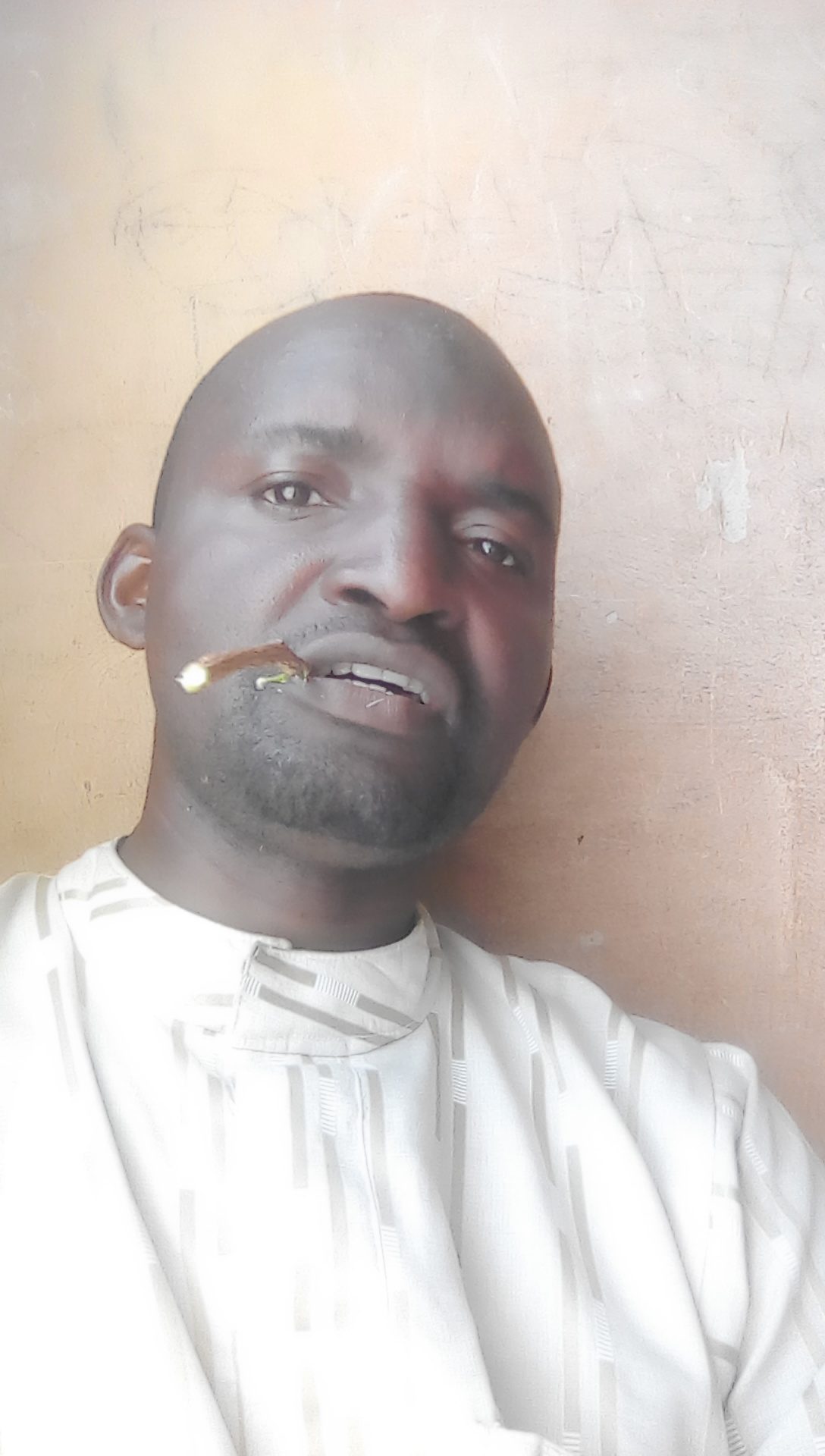
Hombre limpiándose los dientes al masticar la madera

Cepillo de dientes: Tradicionalmente, se usan los palitos de sisu (llamados datun) a modo de cepillo de dientes mascándolos. Una vez desfibrados también se usan como limpiador lingual. Esta práctica se ha usado durante siglos, tanto en la India, como en África y el Oriente Medio. Un porcentaje aproximado al 80% de la población rural de la India, incluso hoy en día, comienza el día usando este palo dental. Los palitos de Sisu todavía se comercian en los mercados locales con esta finalidad. En los pueblos y ciudades no es difícil ver a los habitantes locales siguiendo esta costumbre de los palitos de Sisu. Algunos estudios han probado efectiva esta limpieza bucal en la reducción de la placa dental, las inflamaciones de las encías y de la gingivitis.